# Ah Gönlüm
Ah Gönlüm ist das 25. Studioalbum der türkischen Sängerin und Schauspielerin Ceylan Avcı.
Das Album, das am 18. April 2005 bei dem Label Özdemir Plak & Kasetçilik erschien, gehört mit über 137.000 verkauften Exemplaren zu den meistverkauften Alben des Jahres 2005 in der Türkei.
Am 12. April 2006 wurde es von der türkischen Musikindustrie Mü-Yap mit der Goldenen Schallplatte für mehr als 100.000 verkaufte Einheiten ausgezeichnet.

## Trackliste
1. Sevim Yıkılsın Evin (Text & Musik: İsmail Badıllı)
2. Doğum Günüm (Text & Musik: İlyas Kececi)
3. Birde Sen Beni Ara (Text: Ali Mamaraşlı Musik: Mehmet Aslan)
4. Düş Kötüye (Text & Musik: Nurettin Özcan)
5. Aralarda (Text & Musik: Beydilli Sadık)
6. Haberim Yok (Text & Musik: Mustafa Küçük)
7. Hey Nare (Text & Musik: İlyas Kececi)
8. Ah Gönlüm (Text: Muammer Akbaş Musik: Çoban Ali)
9. Sunam (Text & Musik: Fahri Kayahan)
10. Yarim Seni Benden Ayıramazlar (Text & Musik: Hüseyin Karakuş)
11. Ateş Düştüğü Yeri Yakar (Text & Musik: İlyas Kececi)
12. Gel Gör Aney (Text & Musik: Çoban Ali)
13. a) Alvarada Deli Gönül (Text & Musik: Anonym) b) Kız Bahri (Text & Musik: İlhan Erten)
14. a) Yar Yemman (Yarim Yaman) (Text & Musik: Ali Geçimli) b) Şammame (Küçük Kavun) (Text & Musik: Anonym)